# 5375 Зідентопф
5375 Зідентопф (5375 Siedentopf) — астероїд головного поясу, відкритий 11 січня 1989 року.
Тіссеранів параметр щодо Юпітера — 3,177.